# San Francisco 49ers 1963
La stagione 1963 dei San Francisco 49ers è stata la 13ª della franchigia nella National Football League. Nella gara del 29 settembre contro i Minnesota Vikings, il quarterback John Brodie subì un infortunio che gli fece perdere tutto il resto della stagione. Dopo quella gara, Red Hickey si dimise da capo-allenatore, venendo sostituito da Jack Christiansen.

## Partite

### Stagione regolare
| Turno | Data  | Avversario           | Risultato | Punteggio | Record | Pubblico |
| ----- | ----- | -------------------- | --------- | --------- | ------ | -------- |
| 1     | 15/9  | Minnesota Vikings    | S         | 20-24     | 0–1    | 30,781   |
| 2     | 22/   | Baltimore Colts      | S         | 14-20     | 0–2    | 31,006   |
| 3     | 29/9  | at Minnesota Vikings | S         | 14-45     | 0–3    | 28,567   |
| 4     | 6/10  | at Detroit Lions     | S         | 3-26      | 0–4    | 44,088   |
| 5     | 13/10 | at Baltimore Colts   | S         | 3-20      | 0–5    | 56,962   |
| 6     | 20/10 | Chicago Bears        | V         | 20-14     | 1–5    | 35,837   |
| 7     | 27/10 | at Los Angeles Rams  | S         | 21-28     | 1–6    | 45,532   |
| 8     | 3/11  | Detroit Lions        | S         | 7-45      | 1–7    | 33,511   |
| 9     | 10/11 | Dallas Cowboys       | V         | 31-24     | 2–7    | 29,563   |
| 10    | 17/11 | at New York Giants   | S         | 14-48     | 2–8    | 62,982   |
| 11    | 24/11 | at Green Bay Packers | S         | 10-28     | 2–9    | 45,905   |
| 12    | 1/12  | Los Angeles Rams     | S         | 17-21     | 2–10   | 33,321   |
| 13    | 8/12  | at Chicago Bears     | S         | 7-27      | 2–11   | 46,994   |
| 14    | 14/12 | Green Bay Packers    | S         | 17-21     | 2–12   | 31,031   |